# Грудна-Гурна
Грудна-Гурна (пол. Grudna Górna) — село в Польщі, у гміні Бжостек Дембицького повіту Підкарпатського воєводства.
Населення — 534 особи (2011).
У 1975-1998 роках село належало до Тарновського воєводства.

## Демографія
Демографічна структура станом на 31 березня 2011 року:
|          | Загалом | Допрацездатний вік | Працездатний вік | Постпрацездатний вік |
| -------- | ------- | ------------------ | ---------------- | -------------------- |
| Чоловіки | 283     | 71                 | 176              | 36                   |
| Жінки    | 251     | 52                 | 135              | 64                   |
| Разом    | 534     | 123                | 311              | 100                  |